# Marnaves
Marnaves é uma comuna francesa na região administrativa de Occitânia, no departamento de Tarn. Estende-se por uma área de 10,29 km². Em 2010 a comuna tinha 77 habitantes (densidade: 7,5 hab./km²).